# Joinvilleaceae
Famille
Classification APG III (2009)
La famille des Joinvilleacées regroupe des plantes monocotylédones ; elle comprend de 1 à 4 espèces du genre Joinvillea.
Ce sont de très grandes plantes herbacées rhizomateuses des zones tropicales de Malaisie.

## Étymologie
Le nom vient du genre Joinvillea donné en hommage à François d'Orléans, Prince de Joinville (1818–1900), frère du roi Louis Philippe de France. En tant qu'amiral de la marine française, il fut chargé d'acheminer la dépouille de Napoléon de Sainte-Hélène à Paris en 1840.

## Classification
En classification classique de Cronquist (1981) cette famille était dans l'ordres des Restionales.
La classification phylogénétique APG II (2003) et la classification phylogénétique APG III (2009) situent maintenant cette famille dans l'ordre des Poales.

## Liste des genres
Selon World Checklist of Selected Plant Families (WCSP) (20 avr. 2010), Angiosperm Phylogeny Website (18 mai 2010), NCBI (20 avr. 2010), DELTA Angio (20 avr. 2010) et ITIS (20 avr. 2010) :
- genre Joinvillea (en)  Gaudich. ex Brongn. & Gris (1861)

## Liste des espèces
Selon World Checklist of Selected Plant Families (WCSP) (20 avr. 2010) :
- genre Joinvillea  Gaudich. ex Brongn. & Gris (1861)
  - Joinvillea ascendens  Gaudich. ex Brongn. & Gris (1861)
  - Joinvillea borneensis  Becc. (1902)
  - Joinvillea bryanii  Christoph. (1935)
  - Joinvillea plicata  (Hook.f.) Newell & B.C.Stone (1967)

Selon NCBI (20 avr. 2010) :
- genre Joinvillea
  - Joinvillea ascendens
  - Joinvillea gaudichaudiana
  - Joinvillea plicata